# Дубровин, Юрий Николаевич
Юрий Николаевич Дубровин (бел. Юрый Мікалаевіч Дубровін; 1 апреля 1937, Курган, Челябинская область — 28 июня 1983, Орша, Витебская область) — советский киноактёр и кинорежиссёр.

## Биография
Юрий Николаевич Дубровин родился 1 апреля 1937 года в городе Кургане Курганского района Челябинской области, ныне город — административный центр Курганской области.
В 1959 году окончил актёрский факультет Всесоюзного государственного института кинематографии (ВГИК), мастерская Белокурова Владимира Вячеславовича.
В 1962 году опубликовал фантастический рассказ-шутку «Эти трое», отмеченный поощрительной национальной премией Международного конкурса научно-фантастических рассказов.
Снялся в нескольких фильмах. Жил в городе Минске, снимал игровое и документальное кино на киностудии «Беларусьфильм».
В начале 1980-х вступил в судебную тяжбу с киностудией, отстаивая свои права на новый фильм.
Юрий Николаевич Дубровин погиб при невыясненных обстоятельствах 28 июня 1983 года. Официальная версия — выпал из поезда при подъезде к городу Орша Оршанского района Витебской области Белорусской ССР, ныне Республика Беларусь. Похоронен <где?>

## Фильмография

### Актёр
| Год  |     | Название                         | Роль                   |
| ---- | --- | -------------------------------- | ---------------------- |
| 1956 | кор | Убийцы                           | 1-й посетитель         |
| 1958 | ф   | Лавина с гор                     | Сергей Миронович Киров |
| 1960 | ф   | Хлеб и розы                      | Кокорин                |
| 1961 | ф   | Рассказы о юности (киноальманах) | Михась                 |
| 1963 | ф   | Третья ракета                    | Кривенок               |

### Режиссёр, сценарист
| Год  |     | Название                    | Примечание                              |
| ---- | --- | --------------------------- | --------------------------------------- |
| 1967 | ф   | Рядом с вами                | Режиссёр                                |
| 1968 | ф   | Десятая доля пути           | Режиссёр                                |
| 1969 | кор | Лицо в полоску              | Сценарист                               |
| 1971 | ф   | Мировой парень              | Режиссёр                                |
| 1972 | ф   | Вашингтонский корреспондент | Режиссёр                                |
| 1974 | ф   | Великое противостояние      | Режиссёр                                |
| 1978 | ф   | Антонина Брагина            | Режиссёр                                |
| 1979 | ф   | Рядом с вами                | Режиссёр                                |
| 1981 | ф   | Его отпуск                  | Режиссёр, совместно с Геннадием Полокой |

## Семья
Жена Дубровина Анна Александровна (урожд. Квасова, 5 марта 1937, Подольск, Московская область — 3 мая 2000), актриса.